# هف باسفيكي
هف باسفيكي (الاسم العلمي: Osmerus dentex) (بالإنجليزية: Pacific rainbow smelt)‏ هو نوع من الأسماك يتبع جنس الهف من فصيلة الهفيات.